# Таха Хусеин
Таха Хусеин (Магага, 15. новембар 1889 — Каиро, 28. октобар 1973) био је међу најутицајнијим египатским писцима и интелектуалцима 20. века, и водећа личност арапске ренесансе и модернистичког покрета у арапском свету. Његов назив је био „Декан арапске књижевности“ (عميد الأدب العربي). Био је номинован за Нобелову награду за књижевност двадесет један пут.

## Рани живот
Таха Хусеин је рођен у Избет ел Килу, селу у покрајини Минја у централном Горњем Египту.  Био је седми од тринаесторо деце родитеља ниже средње класе. Офталмија му је дијагностикована са две године, а ослепео је због непажње нестручног лекара. Након што је похађао кутаб, студирао је религију и арапску књижевност на Универзитету Ал-Азхар, али од малих ногу није био задовољан традиционалним образовним системом.
Када је 1908. године основан секуларни Универзитет у Каиру, желео је да буде примљен и упркос томе што је био сиромашан и слеп, добио је место. Године 1914, докторирао је за своју тезу о скептичном песнику и филозофу Абу ал-Ала ал-Маарију.

## Живот у Француској
Таха Хусеин је отишао у Монпеље, уписао се на универзитет, похађао курсеве књижевности, историје, француског и латинског језика. Студирао је формално писање, али није био у могућности да га у потпуности искористи јер је „можда навикао да знање стиче ушима, а не прстима“.
Позван је да се врати у Египат због лоших услова на тадашњем Универзитету у Каиру, али три месеца касније, ти услови су се побољшали и Таха Хусеин се вратио у Француску.
Након што је стекао звање магистра на Универзитету у Монпељеу, Хусеин је наставио студије на Универзитету Сорбона. Ангажовао је Сузан Бресо (1895–1989) да му чита, а потом се њоме и оженио. Године 1917. Сорбона је доделила Хусеину други докторат, овог пута за његову дисертацију о туниском историчару Ибн Халдуну, који се сматра једним од оснивача социологије.

## Академска каријера
Хусеин се 1919. године вратио у Египат са Сузан и именован је за професора историје на Универзитету у Каиру. Касније је постао професор арапске књижевности и семитских језика.
На Академији арапског језика у Каиру, Таха Хусеин је био задужен за завршетак дела Ал-Муџам ал-Кабир (Велики речник), једног од најважнијих задатака академије. Такође је био председник академије.
Таха Хусеин је био члан неколико научних академија у Египту и иностранству. Такође је био оснивач и ректор Универзитета у Александрији.
Дело књижевне критике, О предисламској поезији (في الشعر الجاهلي), објављен 1926. године, донео му је славу и извесну озлоглашеност у арапском свету. У овој књизи, Хусеин је изразио сумњу у аутентичност већег дела ране арапске поезије, тврдећи да је она фалсификована током давних времена због племенског поноса и међуплеменских ривалстава. Такође је индиректно наговестио да Куран не треба узимати као објективан извор историје. Сходно томе, књига је изазвала интензиван бес и непријатељство верских учењака у Ал Азхару, као и других традиционалиста, а он је оптужен за увреду ислама. Јавни тужилац је, међутим, изјавио да је оно што је Таха Хусеин рекао било мишљење академског истраживача. Против њега није предузет никакав правни поступак, иако је изгубио место на Универзитету у Каиру 1931. године. Његова књига је забрањена, али је поново објављена следеће године са мањим изменама под насловом О предисламској књижевности (1927).

## Политичка каријера
Таха Хусеин је био интелектуалац модерне египатске ренесансе почетком и средином 20. века и заговорник идеологије египатског национализма. Иако познат као декан арапске књижевности, Таха Хусеин је био египатски националиста који је одбацивао панарабизам. У својој књизи Будућност културе у Египту, објављеној 1936. године, Хусеин је изјавио да је „За Египћане арапски практично страни језик. Нико га не говори код куће, у школи, на улицама или у клубовима. [...] Људи свуда говоре језиком који није арапски, упркос делимичној сличности са њим.“ Супротстављајући се панарабистима, Хусеин је тврдио да је већина Египћана потомци Старих Египћана и да немају арапску крв, и да арапски као свакодневни језик у Египту не би требало да одређује судбину једне нације.
Хусеин је критиковао недостатак слободе у нацистичкој Немачкој, написавши: „Они живе као друштво инсеката. Морају се понашати као мрави у мравињаку или као пчеле у кошници.“ Хусеин је позвао египатску владу да одбаци неутралност и бори се против Немаца у рату.
Године 1950. именован је за министра просвете, у ком својству је предводио позив за бесплатно образовање и право свих да буду образовани. Такође је трансформисао многе куранске школе у основне школе и претворио бројне средње школе у факултете, као што су постдипломски медицински и пољопривредни факултет. Поред тога, приписује му се оснивање бројних нових универзитета и био је на челу Одељења за културно наслеђе Министарства просвете Египта. Хусеин је предложио затварање Универзитета Ал-Азхар 1955. године, након што му је истекао мандат министра просвете.

## Дела
На Западу је најпознатији по својој аутобиографији, Ал-Ајам ( الأيام, Дани), који је објављен на енглеском као „Египатско детињство“ (1932) и „Поток дана“ (1943).
Аутор „више од шездесет књига (укључујући шест романа) и 1.300 чланака“, његова главна дела укључују:
- The Memory of Abu al-Ala' al-Ma'arri – 1915.
- Selected Poetical Texts of the Greek Drama – 1924.
- Ibn Khaldun's Philosophy – 1925.
- Dramas by a Group of the Most Famous French Writers – 1924.
- Pioneers of Thoughts – 1925.
- Wednesday Talk – 1925.
- On Pre-Islamic Poetry – 1926.
- In the Summer – 1933.
- The Days, 3 тома, 1926–1967.
- Hafez and Shawki – 1933.
- The Prophet's Life "Ala Hamesh El Sira" – 1933.
- Curlew's Prayers – 1934.
- From a Distance – 1935.
- Adeeb – 1935.
- The Literary Life in the Arabian Peninsula – 1935.
- Together with Abi El Alaa in his Prison – 1935.
- Poetry and Prose – 1936.
- Bewitched Palace – 1937.
- Together with El Motanabi – 1937.
- The Future of Culture in Egypt – 1938.
- Moments – 1942.
- The Voice of Paris – 1943.
- Sheherzad's Dreams – 1943.
- Tree of Misery – 1944.
- Paradise of Thorn – 1945.
- Chapters on Literature and Criticism – 1945.
- The Voice of Abu El Alaa – 1945.
- Osman "The first Part of the Greater Sedition
- Al-Fitna al-Kubra – 1947.
- Spring Journey – 1948.
- The Stream Of Days – 1948.
- The Tortured of Modern Conscience – 1949.
- The Divine Promise "El Wa'd El Haq" – 1950.
- The Paradise of Animals – 1950.
- The Lost Love – 1951.
- From There – 1952.
- Varieties – 1952.
- In The Midst – 1952.
- Ali and His Sons – 1953.
- Sharh Lozoum Mala Yalzm, Abu El Alaa – 1955.
- Anatagonism and Reform – 1955.
- The Sufferers: Stories and Polemics – 1955.
- Criticism and Reform – 1956.
- Our Contemporary Literature – 1958.
- Mirror of Islam – 1959.
- Summer Nonsense – 1959.
- On the Western Drama – 1959.
- Talks – 1959.
- Al-Shaikhan (Abu Bakr and Omar Ibn al-Khattab) – 1960.
- From Summer Nonsense to Winter Seriousness – 1961.
- Reflections – 1965.
- Beyond the River – 1975.
- Words – 1976.
- Tradition and Renovation – 1978.
- Books and Author – 1980.
- From the Other Shore – 1980.

## Преводи
- Дужност Џула Симона – 1920–1921
- Атински систем (Незам ал-Етниен) – 1921
- Дух педагогије – 1921.
- Драматичне приче – 1924.
- Андромак (Расин) – 1935
- Из грчке драмске књижевности (Софокле) – 1939
- Волтеров Задиг или Судбина – 1947
- Андре Жид  – са грчког
- Хероји легенди
- Софокле – Едип

## Почасти
Дана 14. новембра 2010. године, Гугл је прославио Хусеинов 121. рођендан Гугл Дудлом.
| Трака                         | Земља     | Почаст                                                               |
| ----------------------------- | --------- | -------------------------------------------------------------------- |
|                               | Египат    | Велика огрлица Ордена Нила                                           |
|                               | Египат    | Велики крст Ордена за заслуге (Египат)                               |
|                               | Француска | Велики официр Легије части                                           |
|                               | Грчка     | Велики крст Ордена феникса (Грчка)                                   |
|                               | Либан     | Велики кордон Националног реда кедра                                 |
| Order of Lifesaving (Morocco) | Мароко    | Командант Ордена за интелектуалне заслуге                            |
| ESP Alfonso X Order GC        | Шпанија   | Велики крст грађанског реда Алфонса X Мудрог                         |
| SYR Order Merit 1kl rib       | Сирија    | Велики кордон Ордена за грађанске заслуге Сиријске Арапске Републике |
|                               | Тунис     | Велики кордон Ордена Републике (Тунис)                               |